# ウォルター・ペイトン
ウォルター・ペイトン（Walter Payton, 1954年7月25日 - 1999年11月1日）は、ミシシッピ州コロンビア出身のアメリカンフットボール選手。NFLのシカゴ・ベアーズで13シーズンプレーした。ポジションはランニングバック。愛称はスウィートネス (Sweetness )。
プロボウルに9回選出されNFL歴代リーディングラッシャーや歴代最多タッチダウンなど数々の記録を樹立した。1993年にプロフットボール殿堂に選出されている。2000年にNFLはフィールドの内外で貢献した選手に与えられるマン・オブ・ザ・イヤー賞がウォルター・ペイトン・マン・オブ・ザ・イヤー賞と名前を変えている。

## 経歴

### 生い立ち
ミシシッピ州で3人兄弟の末っ子として生まれた。父親は工場労働者で野球のセミプロ選手も務めたがペイトンによれば母親っ子であったという。ボーイスカウトやリトルリーグでの活動をしていた彼はスポーツより音楽に夢中で高校に入学後、マーチングバンド、走幅跳、合唱などを行い学外ではジャズ・ロックグループでドラムを叩いた。スターRBだった彼の兄、エディーとの競争を避けていた彼に対して兄が卒業した高校2年の時、フットボールコーチより誘いを受けバンド活動も続けることを条件にアメリカンフットボールを始めた。彼は最初の試合で65ヤード、75ヤードのタッチダウンをあげた。彼の高校は白人だけの高校と統合されたがチームメートが人種差別を受けたことから一時練習をボイコットした。2年間のすべての試合で得点をあげた彼はオールステイトチームに選ばれた。走幅跳でも22フィート11 1/4インチを跳び、バスケットボールで平均18得点、野球やバンドでのドラマーも続けた。
メジャーカレッジからのリクルーティングも受けたが彼が選んだのは兄のエディーが進学した黒人のための大学であるジャクソン州立大学であった。ここで彼は後にプロでも活躍するジェローム・バーカム、ロバート・ブラジル、ジャッキー・スレイターらとチームメートとなった。大学3年次にはシーズン160点のNCAA記録、大学4年間で彼は1回あたり平均6.1ヤード、3,563ヤードを走り66タッチダウン、5本のFGと53回のエクストラポイントで合計464点のNCAA記録を作った。1973年、1974年のオールアメリカンにも選ばれた。カレッジフットボールのオールスターゲームであるシニアボウルに出場した際に彼の滑らかなランニングスタイルより、愛称のスウィートネス（Sweetness）は誕生した。

### シカゴ・ベアーズ
オールアメリカンに選ばれる活躍を見せて1975年のNFLドラフト1巡目全体4位でシカゴ・ベアーズに指名されて入団した。この時彼は契約金としてベアーズ史上最高額の12万6000ドルの契約を結んだがこれはアーチー・マニングを超えるものでミシシッピ州出身のNFL選手としては史上最高額であった。熱狂的なシカゴのファンにより長年優勝から遠ざかっているチームの救世主として期待され、すぐに1960年代に相手チームのディフェンスを恐怖のどん底に落としたゲイル・セイヤーズと比較されるようになった。カレッジオールスターゲームでひじを痛めた彼はプレシーズンゲームを欠場しシーズン開幕戦でデビューを果たしたが8回のキャリーで獲得ヤード0に終わったもののシーズン最終戦のニューオーリンズ・セインツ戦で134ヤードを走り、1969年のゲイル・セイヤーズ以来ベアーズの新人ランニングバックとしては最高の679ヤードを走り7タッチダウン、キックオフリターンで平均31.7ヤードとNFLトップの成績をあげた。
1976年のプレシーズンゲームで彼は吐き気、頭痛、めまいに苦しみ結果を残せなかった。しかしシーズンが開幕すると彼は最初の6試合中4試合で100ヤード以上を走りNFCトップの1,390ヤードを走り13タッチダウンをあげてプロボウルに初めて選ばれた。プロボウルではMVPに選ばれている。
1977年11月20日のミネソタ・バイキングス戦で2日前からインフルエンザに罹りながら1試合におけるこれまでO・J・シンプソンが持っていた1試合におけるラン獲得273ヤードの記録を更新する275ヤードを走った。この年彼は1,852ヤードを走りシーズンリーディングラッシャーとなりAP通信などより最優秀選手にも選ばれた。
1978年、1年目40万ドル、2年目42万5000ドル、3年目45万ドルの3年契約を結んだ。
1976年から1981年までの間、ベアーズは毎年1000ヤードを走るペイトンだけのチームと見られており、彼らのゲームプランはペイトンが左、ペイトンが右、ペイトンが中央、パントというジョークがはやった。
1982年にニール・アームストロングが解任されてマイク・ディトカがヘッドコーチに就任し春のトレーニングキャンプでスーパーボウルを目指すことを訴えた。オフェンスはペイトン1人に頼りきりだったところにジム・マクマーン、ウィリー・ゴールト、デニス・マッキノン、マーク・ボーツ、ジェイ・ヒルゲンバーグなどとタレントが揃った。1982年の3勝6敗、1983年の8勝8敗の後。1984年にチームはプレーオフに進出した。
1983年シーズン終了後彼は当時としては異例の1年当たり24万ドルの年金をもらう契約も結んだ。また両ひざの手術を受けた。
1984年シーズン開幕を前にして彼とフランコ・ハリスにはジム・ブラウンの通算12,213ヤードの通算ラッシング記録更新の期待がかかった。彼はフランコより先に記録更新をしたいと語った。10月7日のニューオーリンズ・セインツ戦で新記録を達成した。試合終了後、彼は「ジム・ブラウンはこの記録を9年間で達成した。1982年のストライキがなければ自分も9年目で記録達成ができていたはずで残念だ。」と語った。新記録を達成したペイトンはロナルド・レーガン大統領より祝いの電話をもらった際に「ナンシーによろしく。」と発言した。この年チームは10勝6敗で1963年以来となるプレーオフ出場を果たしワシントン・レッドスキンズとのプレーオフでペイトンはタッチダウンパスを通した。NFCチャンピオンシップゲームまで進出したがサンフランシスコ・フォーティナイナーズに敗れスーパーボウル出場は果たせなかった。
1985年チームは15勝1敗でレギュラーシーズンを終えた。この年彼は1,551ヤードを走るとともに49回のキャッチで438ヤードを獲得、チームはNFL2位のオフェンスと共にディフェンスコーディネーターのバディ・ライアンによる46ディフェンスはNFL最少失点記録を作った。チームはNFCチャンピオンシップゲームでロサンゼルス・ラムズを破り自身初のスーパーボウル出場を果たした。第20回スーパーボウルでチームは46-10でニューイングランド・ペイトリオッツを破り彼はチャンピオンリングを獲得した。この試合で彼は22回のキャリーで61ヤードを走ったがチームが5回のラッシングタッチダウンをあげたものの彼自身はタッチダウンをあげることはなかった。ベアーズがゴール前1ヤードまで攻め込んだ場面でもマイク・ディトカヘッドコーチは冷蔵庫ペリーにボールを運ばせた。試合終了後彼は自分の今日の役割はおとりとなることだったと語った。ジム・マクマーンによればペイトリオッツの2,3人の選手が毎プレー、ペイトンをマークしていたという。後にディトカはペイトンにスーパーボウルという大舞台でタッチダウンの機会を与えなかったことを悔やんでいる。
1986年チームのディフェンスはすばらしい記録を作ったがQBに問題を抱えプレーオフ初戦でワシントン・レッドスキンズに敗れてシーズンを終えた。シーズン終了後彼は翌シーズンで引退することを明らかにした。
キャリア最終年となった1987年にはニール・アンダーソンと併用されるようになった。1988年1月10日のワシントン・レッドスキンズ戦で17-21と敗れた試合が現役最後の試合となった。彼の背番号34番は永久欠番となった。
1987年までの13シーズンで彼は3,838回のボールキャリー、ラン獲得16,726ヤード、110タッチダウンのNFL記録、また492回のキャッチで4,538ヤード、15タッチダウンをあげた。ランとレシーブでの125タッチダウンは当時歴代2位の記録であり、ラン、レシーブでの21,803ヤードの獲得ヤードもNFL記録であった。
13シーズン中10シーズンで1,000ヤード以上を走り77試合で100ヤード以上を走った。またパス34回中11回を成功させ、ランニングバックとしてNFL最多の8タッチダウンパスを投げている。

### 現役引退後
1988年に彼はベアーズの取締役の一員となった。その後1993年にはセントルイスへのNFLエクスパンションチーム誘致グループの一員となり黒人初のNFLオーナーとなるチャンスがあったがエクスパンションにはジャクソンビル・ジャガーズ、カロライナ・パンサーズが選ばれた。
1993年にプロフットボール殿堂入り、1996年にカレッジフットボール殿堂入りを果たした。
1999年2月、原発性硬化性胆管炎に罹っており2年以内に肝臓移植を受ける必要があると医師より言われたことを発表した。4月にリグレー・フィールドで行われたシカゴ・カブスの試合での始球式にマイク・ディトカと共に姿を見せたのが公の場所での彼の最後の姿となった。11月1日に肝臓疾患とその合併症により胆管癌で45歳で亡くなった。
ソルジャー・フィールドで行われた葬儀では多くのファンが彼の背番号34番をつけて彼との別れを惜しんだ。
2000年8月にソルジャー・フィールドの北側のとおりがウォルター・ペイトン・ウェイと改名されることが発表された。またNFLからフィールド内外で貢献した選手に送られるマン・オブ・ザ・イヤー賞がウォルター・ペイトン・マン・オブ・ザ・イヤー賞と改名された。同年10月には彼の未亡人やリチャード・ダービン上院議員、元NFL選手らが臓器提供キャンペーン『ギブ・サンクス、ギブ・ライフ』に参加した。
2002年に彼の通算ラッシング記録はダラス・カウボーイズのエミット・スミスによって破られた。この時すでにペイトンはすでに亡くなっていたが彼の未亡人は「ウォルターはカウボーイズ22番が新記録を樹立したことをきっと喜んでみているわ。」と語った。
2010年にNFLが選出した偉大な100人の選手の第5位にランクされた。

## 記録
彼は2002年にエミット・スミスに更新されるまでNFLの通算リーディングラッシャー、オールパーパスヤード記録を保持した。また2000年にコーリー・ディロンに更新されるまで1試合におけるラッシング記録も持っていた。1977年に彼はシーズンリーディングラッシャーになると共にシーズン最多タッチダウンをあげた。またラッシング回数で現役時代を通じてベスト10に入り1976年から1979年まではNFL最多回数ボールを運んだ。
QB以外の選手としてはフランク・ギフォードと並びNFL最多の6インターセプトを喫している。
レギュラーシーズン
- ラッシングヤード:16,726ヤード
- ラッシングタッチダウン:110回
- ランアテンプト:3,838回
- レシービングヤード:4,538ヤード
- レシービングタッチダウン:15回
- レシーブ回数:492回
- スクリメージラインからの獲得ヤード:21,264ヤード
- オールパーパスヤード:21,803ヤード
- タッチダウンパス:8回

ポストシーズン
- ラン獲得ヤード:632ヤード
- ラッシングタッチダウン:2回
- ランアテンプト:180回
- レシービングヤード:178回
- レシーブ回数:22回

### NFL記録
- 連続シーズン最多ランアテンプト 1976年から1979年まで4年連続
- 通算ラッシングヤード 16,726ヤード[1]
  - エミット・スミスにより破られた。
- ラン1000ヤード以上獲得シーズン 10シーズン（1976年-1981年、1983年-1986年）[1]
  - エミット・スミスにより破られた。
- 1試合ラン獲得ヤード 275ヤード（1977年11月20日、ミネソタ・バイキングス戦）
  - 2000年10月22日、コーリー・ディロンに破られた[12]。
- ラン100ヤード以上獲得試合数 77試合[1]
  - エミット・スミスにより破られた。
- ラン100ヤード以上連続獲得試合数 9試合連続（1985年10月13日から12月8日）
  - クリス・ジョンソンにより破られた。
- 通算ラッシングタッチダウン 110回
  - マーカス・アレンにより破られた[1]。
- 通算ヤード・フロム・スクリメージ 21,264ヤード
  - ジェリー・ライスにより破られた。
- ラン、レシーブ合計での100ヤード以上獲得試合数 108試合

- 通算オールパーパスアテンプト 4,368回
  - エミット・スミスにより破られた。
- シーズンオールパーパスアテンプト 400回（1979年）
  - エリック・ディッカーソンにより1983年破られた。
- オールパーパスヤード 21,803ヤード[1]
  - ジェリー・ライスにより破られた。
- ラン、レシーブでの150ヤード以上獲得試合数 46試合
  - バリー・サンダースがタイ記録を達成している。
- ランニングバックとしての連続試合出場 186試合[30]

## 人物
インサイド、アウトサイドのいずれでも優れたランナーであると共にブロッカーとしても優れていた。
ベアーズのゼネラルマネージャーだったジム・フィンクスは彼は完璧な選手でありジム・ブラウンやO・J・シンプソンよりも優れていたと語っている。また彼の在籍中ベアーズのヘッドコーチを務めたマイク・ディトカはペイトンのことを自分が見た中で最も偉大な選手であるだけでなく人間的にも優れていたと語っている。
ブロック能力にも優れておりシンシナティ・ベンガルズ戦では2人のラインバッカーを料理したこともある。接触プレーを恐れず1、2ヤードでも獲得できそうな場合にアウト・オブ・バーンズに逃れようとせず、向かってくるタックラーに対して立ち向かった。ジャック・ヤングブラッドによれば胸骨に穴が空くかと思えるほど激しいヒットを受けたことがあるという。
ダン・ハンプトンによればオフシーズンにもウェイトリフティング、ジョギングをしっかり行いトレーニングキャンプには完璧なコンディションで現れたという。ベンチプレスで彼は390ポンド、レッグプレスでは700ポンド以上をあげることができた。
ベアーズでプレーした13シーズンのうち欠場したのはルーキーシーズンに足首の負傷で欠場した1試合のみであった。

## 私生活
1976年にコニー・ノーウッドと結婚、息子のジャレット・ペイトンはテネシー・タイタンズやNFLヨーロッパ、カナディアン・フットボール・リーグ、インドア・フットボールでプレーしている。